# اعترافات عشاق (كتاب)
كتاب اعترافات عشاق هو كتاب من تأليف الدكتور مصطفى محمود يتحدث فيه عن رسائل من القراء يرد عليها وقد أورد في مقدمة الكتاب بأنه لم يوجه نصحا أو موعظة لأحد ولكنه حاول فقط تحليل المشكلة ومساعدة صاحب الرسالة لرؤيتها بشكل أوضح حتى يتخذ هو القرار المناسب لحالته بنفسه..هناك بعض الرسائل كان يكتفي بسطر واحد إجابة عليها «ليس لدي ما اقوله» وهو يملك من الشجاعة ما يجعله يعترف بعدم معرفته أو قدرته على تحليل هذه المشكلة وكل ما بيده هو أن ينشر هذه الرسالة حتى يتعظ بها الغير. إحدى الرسائل أوصى المرسلة أن تبعث له رسالة أخرى تحكي له ما القرار الذي اتخذته لأنه لم تمر عليه حالة مشابهة من قبل وعلل طلبه بأنه يريد أن يزداد خبرة في الحياة وهذا ما فعله بي هذا الكتاب.. لقد زادني خبرة في هذه الحياة وقربني من فهم النفس البشرية خطوة آخرى.

## مقتطفات من الكتاب
- “و حكايات الحب الأول مادة جيدة للذكرى..ولكنها لاتصلح لتكون مادة حياة أو زواج.. إنها الآن تثير دموعك..ولكنها غداً لن تثير فيك إلا ابتسامة لطيفه..”
- “لم تشك لأحد.. ولم تبك لأحد.. وإنما حملت خطأها على كاهلها بشجاعة وتألمت في صمت.”
- “إن الحب كقيمة مطلقة سرٌ كبيرٌ من أسرار الدنيا، لا يعيه إلا الإنسان المحظوظ النقي القادر دوماً على تجديد شباب قلبه بالعطاء والتسامح. يبدأ الإنسان منا حياته متدفقاً بالحب والحنان والتفاؤل والثقة ثم يجف هذا النبع العاطفي في قلبه كلما كبر، ويتحول مع الزمن إلى عجوز أناني بخيل لا يحس إلا مصلحته ولا يجري إلا خلف منفعته، والسبب أن أحلامه الصغيرة وعواطفه الصافية تصطدم مرة بعد مرة بما يخيب أمله ويزلزل ثقته في الدنيا وفي الناس -يتعثر الإنسان في مشوار حياته ومع تكرار العثرات والتجارب الفاشلة لا يجد في قلبه رصيداً يغطي هذا الفشل، ويحفظ له ابتسامته وتفاؤله فيفقد النضارة ويجف ويقسو، ويتحول سخطه إلى سخط على الدنيا كلها والسبب أنه لم يجد كفايته من الحنان، لم يجده في الدنيا ولم يجده في قلبه فأفلس. والدليل على هذا أن القلب الكبير لا يحدث له هذا الجفاف مهما كبر وشاخ لأنه يجد في نفسه القدرة على بذل الحنان دائماً مهما حدث له ومهما تلقى من صدمات. وبهذه القوة وحدها يسترد حب الناس الذي فقده ويسترد ثقته في الدنيا”
- “إننا ولدنا في أرض الخطايا. والحل ليس الصراخ، وليس الغضب، وليس القتل، وليس قذف الطين في وجوه المخطئين. ولكن الحل مزيد من الحب. أن يحاول كل منا أن يصلح نفسه ويقوم ذاته ويكون قدوة لغيره قبل أن يقف منه موقف القاضي من المتهم. وتذكر أنك يمكن أن تخطئ أنت أيضاً حينما تكبر وتلح عليك شهواتك وغرائزك.”
- “بعد المشوار الطويل الذي يقطعه القلب.. نحتاج إلى راحة طويلة.. تماماً كما نفعل بعد المشوار الطويل الذي نقطعه بأقدامنا فالعواطف كالدم واللحم والأنسجة تحتاج إلى وقت لتتجدد.”
- “لكل شيء في الدنيا ثمن... ولكل خطأ عقابه الفوري.. وأفعال الطيبين لا تذهب عبثاً. إنهم يكافئون عليها مكافأة فورية.. بسعادة القلب واطمئنان البال.”
- “واتخاذ أي قرار في الدنيا يحتاج إلى التضحية بشيء. نحن نقامر بحريتنا واختيارنا في كل لحظة. وأنت تطلبين الأمان.. وهذه نتيجة الأمان. أنا أعرف الشيء الذي يرهقك.. إنه ليس كره (...). ولا ضغط أمك. إنه ضعفك.. ضعفك أمام اللحظة الفاصلة. لحظة اختيار المصير.”
- “أنت لم تَخلُق هذا العالم لتفرض على الآخرين شروطك”
- “عزاؤك أننا جميعا مثلك إلى حد ما..أبطال قصه مفلسه فاشله..نهايتها الموت..رغم كل احلامنا وأمالنا..كلنا نذبل على فروعنا..ونموت عطشانين والماء حولنا..والشمس فوق رؤوسنا.”
- “إن كتابة رسالة ليس أبدا أمرا صبيانيا.. فالكلمة شئ ساحر.. وحينما تتجمع عواطفنا الحبيسة لتخرج في كلمة على الورق.. فإن سحابة من الراحة تلتقينا.. وكأنما انزاحت عن كاهلنا أعباء العالم كله.”
- “إن الحب كقيمة مطلقة سر كبير من أسرار الدنيا..لا يعيه إلا الإنسان المحظوظ النقي القادر دوماً..على تجديد شباب قلبه بالعطاء والتسامح”

## وصلات خارجية
- فيديو حلقات الدكتور مصطفى محمود.
- مدونة الدكتور مصطفى محمود.
- «كان نائماً في سكينة تامة لم يستيقظ منها»: ابنة مصطفى محمود ل ـ«العربية. نت»: العالم الكبير رحل في هدوء، العربية نت، 31 أكتوبر 2009.
- صفحة مصطفى محمود على موقع أبجد
- صفحة اقتباسات مصطفى محمود على موقع أبجد
- صفحة باسم الدكتور رائعة على الفيس بوك
- الفيلم الوثائقي العالم والايمان على اليوتيوب
- محمود تحميل كتب الدكتور مصطفى محمود كاملة pdf